# NGC 851
NGC 851 é uma galáxia espiral (S0-a) localizada na direcção da constelação de Cetus. Possui uma declinação de +03° 46' 47" e uma ascensão recta de 2 horas, 11 minutos e 12,2 segundos.
A galáxia NGC 851 foi descoberta em 30 de Novembro de 1885 por Edward D. Swift.